# Harumi Nakamura
Harumi Nakamura (15 mars 1900 – 27 septembre 2015), alias l'Anonyme de Tokyo, était une supercentenaire japonaise qui compte parmi les 50 personnes les plus âgées jamais recensées. Elle était la quatrième personne vivante la plus âgée au monde au moment de sa mort, après Susannah Mushatt Jones, Emma Morano et Violet Brown. Elle était également à ce moment-là la personne vivante la plus âgée au Japon. Son âge est validé par le Groupe de recherche en gérontologie (GRG), qui la considère cependant comme anonyme, son identité nominale restant à confirmer.

## Biographie
Harumi Nakamura est née le 15 mars 1900 au Japon.
Elle a fêté son 110e anniversaire le 15 mars 2010, devenant ainsi supercentenaire.
Harumi Nakamura est décédée le 27 septembre 2015 à Shibuya, dans l'agglomération de Tokyo, au Japon, à l'âge de 115 ans et 196 jours.
Au moment de sa mort, elle était la personne la plus âgée du Japon. Bien que son nom n'ait jamais été divulgué publiquement par le ministère japonais de la Santé et des Services sociaux, une photographie de son mur, prise en 2011, suggérait qu'elle s'appelait Harumi Nakamura.

## Longévité
Postérieurement au décès de Misao Okawa, âgée de 117 ans, le 1er avril 2015, elle a été reconnue par le MHLW japonais comme la personne vivante la plus âgée du Japon. Son âge a été vérifié par le MHLW japonais et Anri Kusaku, puis validé par le GRG le 1er juillet 2015.
Après son décès, Nabi Tajima, alors âgée de 115 ans, est devenue la personne vivante la plus âgée du Japon. Elle est actuellement la personne validée la plus âgée de la préfecture de Tokyo.
Au moment de son décès, elle était la quatrième personne vivante la plus âgée au monde, après Susannah Mushatt Jones, Emma Morano et Violet Brown. En 2025, elle est la 46e personne validée la plus âgée jamais enregistrée.